# Michel De Wolf
Michel Jean De Wolf (Nijvel, 19 januari 1958) is een Belgisch voormalig voetballer die speelde als verdediger.

## Spelerscarrière
De Wolf begon op jonge leeftijd te voetballen bij SC Clabecq, de ploeg waar later ook Walter Baseggio zijn voetballoopbaan begon. In 1972 trok hij naar RWDM. De Wolf liep in die periode school in Tubeke en nam na schooltijd de trein naar Brussel om bij RWDM te trainen. Op zestienjarige leeftijd stopte hij met school om te gaan werken in de staalfabriek waar ook zijn vader werkte. De Wolf gaf zijn baan als staalarbeider pas op toen hij in november 1977 een profcontract kreeg bij RWDM.
De Wolf maakte op 27 november 1977 zijn officiële debuut in het A-elftal van RWDM tijdens een competitiewedstrijd tegen RAA Louviéroise. Op 27 februari 1983 nam RWDM het voor de beker op tegen Sporting Lokeren. In die wedstrijd brak hij als linksachter met een zware tackle het been van Lokeren speler en conculega bij de Rode Duivels Maurits De Schrijver. De Wolf speelde tot 1983 voor RWDM en trok dan naar het Oostvlaamse AA Gent waar hij in zijn eerste seizoen meteen de Beker van België won. Het was zijn enige trofee met KAA Gent. In 1988, na vijf seizoenen in Gent, trok de verdediger naar KV Kortrijk. Ook daar werd De Wolf een vaste waarde en in 1990, hij was toen 32 jaar, kreeg hij de kans om naar RSC Anderlecht te gaan.
Bij RSC Anderlecht werd hij ook meteen een vaste waarde en werd hij in 1991 kampioen, een prijs die hij twee jaar later nog eens zou winnen met RSC Anderlecht. In 1994 begon de ondertussen 36-jarige De Wolf opnieuw als vaste waarde bij Anderlecht. RSC Anderlecht werd dat jaar kampioen en won de Beker van België.
Een seizoen later besloot hij om naar Frankrijk te trekken waar hij voor Olympique Marseille kon gaan voetballen. In 1995 stopte De Wolf met voetballen. De verdediger speelde ook 42 keer voor de Rode Duivels en nam deel aan het WK voetbal 1986, 1990 en 1994. Zijn enige goal voor de nationale ploeg was een afstandsschot in de eerste wedstrijd van België op het WK in Italië, tegen Zuid-Korea.

## Trainerscarrière
Tussen februari en oktober 2011 was hij trainer bij tweedeklasser FC Brussels. Na teleurstellende resultaten werd hij ontslagen.
In 2012 zette hij zijn schouders onder een project om derdeklasser FC Bleid-Gaume te verhuizen naar Brussel en om te vormen tot het nieuwe RWDM. Hij bleef ook aan de slag bij die club toen de naam door investeerder Vincent Kompany gewijzigd werd in BX Brussels.
Op 3 juli 2017 werd De Wolf assistent-trainer bij AFC Tubize in de Eerste klasse B maar op 20 oktober van datzelfde jaar werd hij daar ontslagen.
De Wolf werd einde juli 2019 aangesteld als sportief coördinator van de jeugdwerking van Union Sint-Gillis. Hij stapte na enkele maanden zelf op.

## Erelijst

### Club

#### AA Gent
- Beker van België:1983–84[3]

#### RSC Anderlecht[4]
- Eerste Klasse: 1990–91, 1992–93, 1993–94
- Beker van België: 1993–94
- SuperCup: 1991, 1993

#### Olympique Marseille[5]
- Ligue 2: 1994-95

### Internationaal
België
- Wereldkampioenschap: 1986 (vierde plaats)[6]

## Referentielijst
1 Pfaff ·
2 Grün ·
3 Lambrichts ·
4 Clijsters ·
5 De Wolf ·
6 Vercauteren ·
7 Vandereycken ·
8 Claesen ·
9 Vandenbergh ·
10 Coeck ·
11 Ceulemans  ·
12 Munaron ·
13 Baecke ·
14 De Greef ·
15 Verheyen ·
16 Scifo ·
17 Voordeckers ·
18 Czerniatynski ·
19 Mommens ·
20 De Coninck ·
Coach: Thys
1 Pfaff ·
2 Gerets ·
3 F. Van der Elst ·
4 De Wolf ·
5 Renquin ·
6 Vercauteren ·
7 Vandereycken ·
8 Scifo ·
9 Vandenbergh ·
10 Desmet ·
11 Ceulemans  ·
12 Munaron ·
13 Grün ·
14 Clijsters ·
15 L. Van Der Elst ·
16 Claesen ·
17 Mommens ·
18 Veyt ·
19 Broos ·
20 Bodart ·
21 Demol ·
22 Vervoort ·
Coach: Thys
1 Preud'homme ·
2 Gerets ·
3 Albert ·
4 Clijsters ·
5 Versavel ·
6 Emmers ·
7 Demol ·
8 Van der Elst ·
9 Degryse ·
10 Scifo ·
11 Ceulemans  ·
12 Bodart ·
13 Grün ·
14 Claesen ·
15 De Sart ·
16 De Wolf ·
17 Plovie ·
18 Staelens ·
19 Van Der Linden ·
20 De Wilde ·
21 Wilmots ·
22 Vervoort ·
Coach: Thys
1 Preud'homme ·
2 Medved ·
3 Borkelmans ·
4 Albert ·
5 Smidts ·
6 Staelens ·
7 Van der Elst ·
8 Nilis ·
9 Degryse ·
10 Scifo ·
11 Czerniatynski ·
12 De Wilde ·
13 Grün  ·
14 De Wolf ·
15 Emmers ·
16 Boffin ·
17 Weber ·
18 Wilmots ·
19 Van Meir ·
20 Verlinden ·
21 Van der Heyden ·
22 Renier ·
Coach: Van Himst